# Susannah
Susannah és una òpera en dos actes amb música i llibret en anglès de Carlisle Floyd, que va escriure quan era membre de la facultat de piano de la Universitat Estatal de Florida. Aquest drama musical en dos actes, es va estrenar el 24 de febrer de 1955 a Tallahassee, Universitat de Florida.
Floyd va adaptar el relat de la història apòcrifa de Susanna i els Vells, però amb un final positiu. La història és sobre Susannah Polk, una noia innocent de 18 anys que viu en un petit poble de muntanya de New Hope Valley, a la zona sud de l'estat de Tennessee. Influenciat per les persones grans, el predicador itinerant Olin Blitch l'acusa de pecadora i és expulsada de la ciutat. En una reunió amb Blitch, Susannah es nega a penedir-se i ell mateix la pressiona per tenir relacions sexuals. Després d'això, Blitch té remordiments i intenta convèncer els ciutadans que la perdonin. Es neguen, i Susannah també es nega a perdonar-los. El germà de Susannah, Sam, torna a casa, mata a Blitch i fuig. La gent del poble intenta expulsar Susannah, però ella els apunta amb el seu revòlver i tots se'n van, excepte el seu antic amic Little Bat. Intenta seduir-la, però ella el rebutja.
Susannah és una de les òperes nord-americanes més interpretades, la segona després de Porgy and Bess. Recentment va celebrar el seu 50è aniversari amb una actuació a l'escenari on es va estrenar el 24 de febrer de 1955, al Ruby Diamond Auditoriumi de la Florida State University.

## Personatges
| Caràcter           | Tessitura    | Repartiment de l'estrena, 24 de febrer de 1955 |
| ------------------ | ------------ | ---------------------------------------------- |
| Susannah Polk      | soprano      | Phyllis Curtin                                 |
| Sam Polk           | tenor        | Walter Jaume                                   |
| Olin Blitch        | baix-baríton | Mack Harrell                                   |
| Little Bat McLean  | tenor        | Eb Thomas                                      |
| Elder McLean       | baríton      | Harrison Fisher                                |
| Elder Gleaton      | tenor        | Kenneth Nelson                                 |
| Elder Hayes        | tenor        | Dayton Smith                                   |
| Elder Ott          | baríton      | Lee Esmenes Calcàries                          |
| La senyora McLean  | mezzosoprano | Martha Kay Willis                              |
| La senyora Gleaton | soprano      | Caterina Murphy                                |
| La senyora Hayes   | soprano      | Joan Nichy                                     |
| La senyora Ott     | contralt     | Bette Jo Armstrong                             |